# Abd-al-Qàdir (nom)
Abd-al-Qàdir és un nom masculí teòfor àrab islàmic (àrab: عبد القادر, ʿAbd al-Qādir) que literalment significa ‘Servidor del Poderós’, essent «el Poderós» un dels epítets de Déu. Si bé Abd-al-Qàdir és la transcripció normativa en català del nom en àrab clàssic, també se'l pot trobar transcrit Abdul Qadir, Abdelkader, Abdul Kader, Abd al-Kadir... normalment per influència de la pronunciació dialectal o seguint altres criteris de transliteració. Com a teòfor, també el duen molts musulmans no arabòfons que l'han adaptat a les característiques fòniques i gràfiques de la seva llengua: bosnià: Abdulkadir; turc: Abdülkadir.
Vegeu aquí personatges i llocs que duen aquest nom.
Cal no confondre aquest nom amb Abd-al-Qadir, un altre nom de pila àrab masculí, tanmateix molt poc usual.